# Église orthodoxe d'Estonie (patriarcat de Moscou)
Pour les articles homonymes, voir Église orthodoxe d'Estonie.
L'Église orthodoxe d'Estonie (en estonien : Moskva Patriarhaadi Eesti Õigeusu Kirik ; en russe : Эстонская православная церковь Московского патриархата / Estonskaja pravoslavnaja cerkov' Moskovskogo patriarxata) est une juridiction auto-administrée de l'Église orthodoxe en Estonie, rattachée canoniquement au patriarcat de Moscou et de toute la Russie. Elle est l'une des deux Églises orthodoxes d'Estonie.
Le chef de l'Église, Eugène depuis 2018, porte le titre de « métropolite de Tallinn et de toute l'Estonie », avec résidence à Tallinn. 

## Histoire
- 1817 : création du vicariat de Reval (Tallinn) dépendant de l'évêché de Saint-Pétersbourg.
- 1865 : rattachement du vicariat de Reval à l'évêché de Riga.
- 1917 : indépendance de l'Estonie.
- 1920 : statut d'autonomie accordé en juin et décembre 1920 par le patriarche de Moscou, Tikhon (par usurpation de la prérogative exclusive du patriarcat de Constantinople), bien qu'auparavant, le Traité de Tartu (russo-estonien) de février 1920 ait stipulé que « la Russie [soviétique] reconnaît, sans aucune restriction, l'indépendance pleine et entière de l'Estonie et renonce, pour toujours, à tous les droits souverains que possédait la Russie [tsariste] sur le peuple et les territoires estoniens »[1].
- 1923 : le patriarcat œcuménique de Constantinople émet un Tomos, un décret solennel et irrévocable, accordant l'autocéphalie au diocèse de Tallinn.
- 1940 : occupation des États baltes par l'Union soviétique, en application des protocoles secrets des pactes germano-soviétiques d'août-septembre 1939.
- 1941 : intégration de l'Église orthodoxe d'Estonie dans le patriarcat de Moscou qui établit, pour les orthodoxes des États baltes, un exarchat dont le siège est à Vilnius en Lituanie.
- 1945 : restauration de l'évêché de Tallinn.
- 1991 : indépendance de l'Estonie.
- 1993 : confirmation du statut d'« indépendance ecclésiastique[2] » par le patriarcat de Moscou : le texte est canoniquement inopérant, car seul le patriarche œcuménique de Constantinople jouit de la capacité de proclamer un tomos d'autonomie, en outre un tel acte est unique, imprescriptible et irrévocable (donc nul besoin de le confirmer), enfin une indépendance ecclésiastique est une latitude d'action sur des points limités.
- 1996 : « accords de Zurich » entérinant le statu quo et la coexistence de deux juridictions orthodoxes sur le même territoire (en contradiction avec l'ecclésiologie orthodoxe).

## Organisation
L'Église compte deux évêchés (Tallinn et Narva) et 31 paroisses (2007).
Elle est administrée, selon ses statuts, par le métropolite en collaboration avec le Saint Synode. Celui-ci est élu par le Conseil de l'Église.
Le primat actuel, Eugène, a été élu le 29 mai 2018.

## Monachisme
Le couvent de la Dormition de Pühtitsa à Kuremäe (entre le golfe de Finlande et le lac Peïpous) a été fondé en 1891. Depuis 1990, il est placé sous la juridiction directe du patriarche de Moscou. Le couvent compte environ 150 religieuses (2007).